# Clarence Black
Clarence Black (* um 1900; † nach 1940) war ein US-amerikanischer Geiger und Bandleader des Chicago-Jazz.

## Leben und Wirken
Black spielte in den 1920er-Jahren u. a. bei Okeh-Sessions als Begleitmusiker 1926 bei Aufnahmen von Henryette Davis und Nolan Welsh; ferner mit Jelly Roll Morton (1926) und Richard M. Jones (1928). In dieser Zeit trat er in Chicago mit eigenem Orchester auf (u. a. im Metropolitan und im Savoy Ballroom 1928), in dem u. a. Kid Ory spielte. Unter eigenem Namen spielte er 1928 als Clarence Black's Savoy Trio (mit Al Washington (Klarinette, Basssaxophon) und dem Pianisten Henry Price) mehrere Titel ein. Letzte Aufnahmen entstanden 1941 für Decca Records mit den Variety Boys (mit Bill Sanford, George Oldham und Kenneth Henderson). Im Bereich des Jazz war er zwischen 1926 und 1941 an sechs Aufnahmesessions beteiligt.